# Chingia ferox
Chingia ferox är en kärrbräkenväxtart som först beskrevs av Bl., och fick sitt nu gällande namn av Holtt. Chingia ferox ingår i släktet Chingia och familjen Thelypteridaceae. Inga underarter finns listade.